# Kevin Hart
Kevin Hart (født 6. juli 1979) er en amerikansk skuespiller og komiker.

## Tidlige liv og karriere
Hart blev født i Philadelphia i Pennsylvania. Han er uddannet fra George Washington High School, og gik på Temple University i to år.
Efter at have opnået succes i sit lokalområde, forlod han sit job som skosælger og indledte en karriere som komiker. Hans optrædener har ført ham til at medvirke i spillefilm, såsom The 40 Year Old Virgin, Soul Plane, Paper Soldiers, Scary Movie 3, Along Came Polly, Scary Movie 4, Death at a Funeral, Little Fockers, Not Easily Broken og One Day in Jersey.
I 2008 medvirkede Hart i Three 6 Mafia's musikvideo til "Lolli Lolli (Pop That Body)", og i 2009, dukkede Hart op i en serie af eBay-reklamer. I 2009 spillede Hart en troldmand ved navn "Zezelryck , "i en komedie tv-serie for Comedy Central med titlen Kröd Mändoon and the Flaming Sword of Fire.
Som en stor komiker, har han lavet flere stand-up tv-udsendelser for Comedy Central, herunder I'm a Grown Little Man (2009) and Seriously Funny (2010). I 2010 optrådte Hart i Air Jordan-reklamefilm sammen Dwyane Wade. 

## Privatliv
Hart giftede sig med Torrie Hart i 2003. I marts 2005 blev hans datter Heaven Leigh (udtales Heavenly) født. Som det fremgår på kommentarsporet til The 40 Year Old Virgin, bemærkede han i en halv spøg, at han ikke ønsker, at hun skulle "blive en stripper". Den 18. februar 2008 blev hans søn Hendrix Hart født.
I 2010, blev Hart juridisk separeret fra sin kone, som også turnerer som stand-up-komiker.

## Film
| År   | Film                           | Rolle                                                    |
| ---- | ------------------------------ | -------------------------------------------------------- |
| 2001 | Undeclared                     | Religious Student                                        |
| 2002 | Paper Soldiers                 | Shawn                                                    |
| 2003 | Scary Movie 3                  | CJ                                                       |
| 2003 | Death of a Dynasty             | P-Diddy / Cop 1 / Dance Coach / Hyper Rapper / H. Lector |
| 2004 | Along Came Polly               | Vic                                                      |
| 2004 | Soul Plane                     | Nashawn                                                  |
| 2005 | The 40 Year Old Virgin         | Smart Tech Customer                                      |
| 2006 | Scary Movie 4                  | CJ                                                       |
| 2007 | Epic Movie                     | Silas                                                    |
| 2008 | Fool's Gold                    | Bigg Bunny                                               |
| 2008 | Superhero Movie                | Trey                                                     |
| 2008 | Extreme Movie                  | Barry                                                    |
| 2008 | Meet Dave                      | Number 17                                                |
| 2009 | Not Easily Broken              | Tree                                                     |
| 2010 | Something Like a Business      | JoJo                                                     |
| 2010 | Death at a Funeral             | Brian                                                    |
| 2014 | Ride Along                     | Ben                                                      |
| 2016 | Ride Along 2                   | Ben                                                      |
| 2017 | Jumanji: Welcome to the jungle | Franklin Finbar                                          |
| 2018 | Night School                   | Teddy Walker                                             |
| 2019 | Jumanji: The Next Level        | Franklin Finbar                                          |
| 2021 | Fatherhood                     | Matthew Logelin                                          |